# SC Reinach
Der Schlittschuhclub Reinach (kurz SC Reinach) ist ein 1981 gegründeter Schweizer Eishockeyverein aus Reinach AG, der vor allem für seine Frauenmannschaft bekannt ist, die zwischen 1996 und 2022 ununterbrochen der höchsten Spielklasse im Schweizer Fraueneishockey, der SWHL A, angehörte. Die 1. Mannschaft des Clubs spielt seit 2007 in der fünft- bzw. sechstklassigen 3. Liga nach dem freiwilligen Rückzug aus der 2. Liga. 2017 wurde mit viel Effort ein neuer Verein in Reinach ins Leben gerufen unter dem Namen Red Lions Reinach welcher in der viertklassigen 1. Liga spielt.

## Frauen
1984 gründete sich in der Kantonshauptstadt Aarau unter dem Namen «Damen-Eishockey-Club Aarau» der erste Fraueneishockeyverein des Kantons. Später schloss sich dieser dem damaligen SC Aarau an, kämpfte aber oft mit wenig Akzeptanz und Eiszeit.
Vor der Saison 1989/90 wechselte die komplette Mannschaft zum SC Reinach, wo sie sportlich integriert wurde, jedoch finanziell selbstständig blieb. In Reinach konnten die «Albatros»-Frauen von Anfang an regelmässig einmal wöchentlich trainieren. Ab der Saison 1992/93 konnte das Training sogar auf zweimal wöchentlich ausgebaut werden. Dadurch erreichten die Reinacherinnen am Ende der Saison 1994/95 die Qualifikation für die neu geschaffene Leistungsklasse B. Ein Jahr später schafften sie mit dem Meistertitel in der LKB den Aufstieg in die Leistungsklasse A. Trotz interner Probleme und eines Trainerwechsels belegten die Frauen des SC Reinach in ihrer ersten A-Saison den zweiten Rang. Auch in der Saison 1997/98 gelang es dem Team, den Vizemeister-Titel in der höchsten Spielklasse zu gewinnen. Während dieser Zeit änderten die Frauen ihren Namen von «SC Reinach Albatros» in «Schlittschuhclub Reinach Damen-Team».
Vor der Saison 1998/99 verliessen mehrere Leistungsträgerinnen den Verein, so dass eine neue Mannschaft aufgebaut wurde. Das junge, ehrgeizige Team steigerte sich durch die ganze Saison und platzierte sich Ende Saison auf dem fünften Rang.
Anfang der 2000er Jahre gewannen das Frauenteam dreimal in Folge (2001, 2002, 2003) die Schweizer Eishockeymeisterschaft.
2022 stieg die Frauenmannschaft aus der höchsten Spielklasse ab und wurde anschließend aufgelöst. Gründe für die Auflösung der Frauenmannschaft war der Mangel an Spielerinnen, fehlende Trainer und der hohe finanzielle Aufwand.

### Meisterkader
2001
| Torhüter: Riitta Schäublin, Sarina Köppel Verteidiger: Prisca Mosimann, Sonja Christen, Helga Schneiter, Evelyn Bieri, Fränzi Horisberger, Rebecca Eichenberger Angreifer: Janine Affentranger, Melanie Häfliger, Rebekka Müller, Amanda Pfeiffer, Carly Regnier, Colette Bredin, Claudia Riechsteiner, Anita Steinmann, Kienle Cheftrainer: Toni Neuenschwander |

2002
| Torhüter: Emilie Donzé, Sarina Köppel, Fränzi Kubny Verteidiger: Evelyn Bieri, Fränzi Horisberger, Prisca Mosimann, Regula Müller Angreifer: Janine Affentranger, Nicol Bona, Daniela Diaz, Drahomira Fialova, Melanie Häfliger, Elisabeth Ingold, Erin Magee, Rebekka Müller, Claudia Riechsteiner, Anita Steinmann Cheftrainer: Toni Neuenschwander |

2003
| Torhüter: Sarina Köppel, Nicole Mathys Verteidiger: Helga Schneiter, Rebecca Eichenberger, Prisca Mosimann, Elisabeth Ingold, Angreifer: Janine Affentranger, Sanna Lankosaari, Melanie Häfliger, Rebekka Müller, Claudia Riechsteiner, Nicole Walder, Jeanine Meier, Fabienne Senn, Claudia Steiger Cheftrainer: Gregor Seiler |

### Statistik
Legende zur Saisonstatistik: GP oder Sp = Spiele insgesamt; W oder S = Siege; L oder N = Niederlagen; T oder U = Unentschieden; OTS = Siege nach Verlängerung (Overtime);  OTN oder OL = Overtime-Niederlagen; SOS = Shootout-Siege; SOL oder SON = Shootout-Niederlagen; P oder Pkt = Punkte; Pct % = Siege in %; GF oder T = Tore; GA oder GT = Gegentore

## Männer
Zur Saison 2017/18 wurde in Reinach eine neue Männermannschaft unter dem Namen Red Lions Reinach gegründet. Sie nahm den Spielbetrieb in der (seit 2017) viertklassigen 1. Liga auf und spielten 2024/25 ihre 8. Saison der 1. Liga.